# Кисело тесто
Кисело тесто (или маја, предтесто, квас, стартер) (енгл. Sourdough, фр. Levain) је тесто које садржи бактерије млечне киселине (Lactobacillus) у симбиотској заједници са квасцима. Наведени микроорганизми се хране шећерима из брашна житарица (најчешће пшенице и ражи) доводећи до процеса спонтане ферментације. Кисело тесто се користи у производњи хлеба традиционалним поступком „кишњењем“ или „кишељењем“. Ово је индиректна метода припреме хлеба, код које се подизање теста врши у две или више фаза: прво се направи кисело тесто а затим се изради главно тесто у коме се, поред осталих сировин,а налази и претходно надошло кисело тесто. Захваљујући метаболичким производима микроорганизама, хлеб произведен употребом киселог теста има благо кисели укус, побољшану сварљивост и већу хранљиву вредност (повећану доступност минерала) као и дужи рок трајања од индустријски произведених хлебова.

## Историја
Употреба дивљег квасца (Saccharomyces exiguus) у ферментацији теста датира од самих почетака људске историје. У пекарама у Србији се, пре Другог светског рата, хлеб производио „кишељењем“ а постојале су и посебно обучене занатлије – мајаџије, које су производиле мају - кисело тесто тј. стартер културе. За процес формирања стартер културе, поред брашна су коришћене и друге намирнице, па су познате комова маја (од куваног хмеља, црног лука, јечма и љуте млевене паприке), симитна маја (од наута) и самокиш маја. После Другог светског рата је, због повећања потражње и смањеног времена производње, овај поступак у нашој земљи у великој мери напуштен па се за подизање теста користи индустријски тј. пекарски квасац (Saccharomyces cervisiae). Његовом применом се процес кишељења скраћује на неколико сати а могу се обрадити велике количине, уз релативно мале варијације у квалитету хлеба.

## Биологија и хемија киселог теста
Кисело тесто је сложен биолошки систем у коме се одвијају бројне интеракције које зависе од састава микрофлоре и брашна, као и начина вођења процеса. У основи процеса је ферментација теста квасцима и бактеријама млечне киселине (БМК). Између БМК и квасца постоји сложени некомпетитиван однос у исхрани. Ферментацијом шећера (малтозе и фруктозе), квасци стварају CO2 тј. анаеробне услове који одговарају развоју бактерија млечне киселине. Главни производ ферментације БМК је млечна и сирћетна киселина које повећавају киселост теста. На тај начин се спречава размножавање нежељених микроорганизама и повећава трајност финалног производа. Доказано је да је трајност киселих теста омогућена и продукцијом антимикробних супстанци од стране лактобацила.
Бактерије млечне киселине киселих теста чине грам позитивне коке и бацили из родова Streptococcus, Leuconostoc, Pediococcus, Lactobacilus, Enterococcus, Lactococus и Weissella. У одређеној мери оне представљају карактеристику географског региона у коме се развијају (нпр. Lactobacilus sanfranciscensis).
Контролисан састав и активност микрофлоре киселог теста је предуслов за постизање сталног квалитета хлеба од киселог теста. У пракси, кисело тесто се одржава понављањем инокулација, односно премешавањем киселог теста уз додавање брашна и воде. Микрофлора киселог теста је стабилна без обзира на промене у материјалу, сезонске промене температуре и могућности контаминације теста. 
У току ферментације киселих теста мења се хемијски састав, микробни статус, понашање, вискозитет и густина теста. Доминантна последица активности микроорганизама у киселом тесту је нагомилавање  и киселина. Гас омогућава повећање запремине а повећање киселости услед нагомилавања метаболита БМК (млечне и сирћетне киселине) значајно утиче на вискозност теста променом растворљивости појединих фракција протеина. Ослобођене аминокиселине доприносе развоју ароме а повећана киселост смањује активности амилаза брашна и хидролизу скроба што има за последицу повећање трајности хлеба.

## Особине хлеба од киселог теста
Промене у тесту у току ферментације има за последицу и промене у крајњем производу – хлебу. Повећана запремина и боља текстура (изглед у пресеку) је последица нагомилавања гасова, посебно CO2 услед активности хетеро-ферментативних БМК и повећане протеолитичке активности. Осим тога, протеолиза глутена у току ферментације повећава способност везивања воде, што позитивно утиче на физичко-хемијске промене за време складиштења хлеба тј. спречава исушивање.На продужено трајање хлеба од киселих теста утиче низак pH киселих теста као и продукција антимикробних супстанци од стране БМК.
Житарице су добар извор калијума, магнезијума, гвожђа и цинка. Њихова асимилација у исхрани је ограничена присуством фитинске киселине (молекул фитинске киселине гради фитате, везујући калцијум, магнезијум, гвожђе и цинк,користећи их недоступним за организам). У току ферментације киселих теста, ацидификација активира цереалне фитазе које хидролизују фитат и омогућавају усвојивост минерала а посебно магнезијума из хлеба. Ферментација теста класичним поступком, само квасцем, не показује активност фитаза. 
Иако по својој природи описани поступак није погодан за масовну производњу хлеба, велики број пекара у Европи и Северној Америци и данас користи спонтану ферментацију киселог теста. Једини недостатак производње хлеба од киселих теста је већи уложен рад у односу на класичне процесе, где је ферментација са квасцима знатно краћа. Уколико се производи хлеб од спонтано ферментисаних киселих теста тешко је одржати сталност особина услед недовољне контроле микробног састава. Тај проблем се превазилази употребом дефинисаних стартер култура БМК које су изоловане и селекционисане из спонтано ферментисаних киселих теста. Метаболичка активност микроорганизама у спонтаној ферментацији може се одржати дужи низ година периодичним премешавањем киселог теста уз додавање брашна и воде.